# Rob Machado
 (mai 2022).
Pour les articles homonymes, voir Machado.
Connu sous le nom de Rob Machado, Robert Edward Machado est un surfeur australo-américain né le 16 octobre 1973.
Installé à Cardiff-by-the-Sea, une ville côtière d'Encinitas, en Californie, Rob Machado fut vice-champion du monde derrière Kelly Slater en 1995.
Il est marié à Patricia Locame, une réunionnaise rencontrée lors d'une étape du WCT à Saint-Leu.